# 特拉凯岛城堡
特拉凯岛城堡是一座位于立陶宛特拉凯的加爾維湖中一座岛上的城堡。这座石头结构的城堡是14世纪由科斯图提斯公爵兴建的，到大约1409年，科斯图提斯的儿子维陶塔斯大帝时期，整个工程的主要部分已经完工。1430年，维陶塔斯本人逝世于这座城堡内。
特拉凯是立陶宛大公国的主要中心之一，因此这座城堡有着极为重要的战略意义。

## 城堡结构

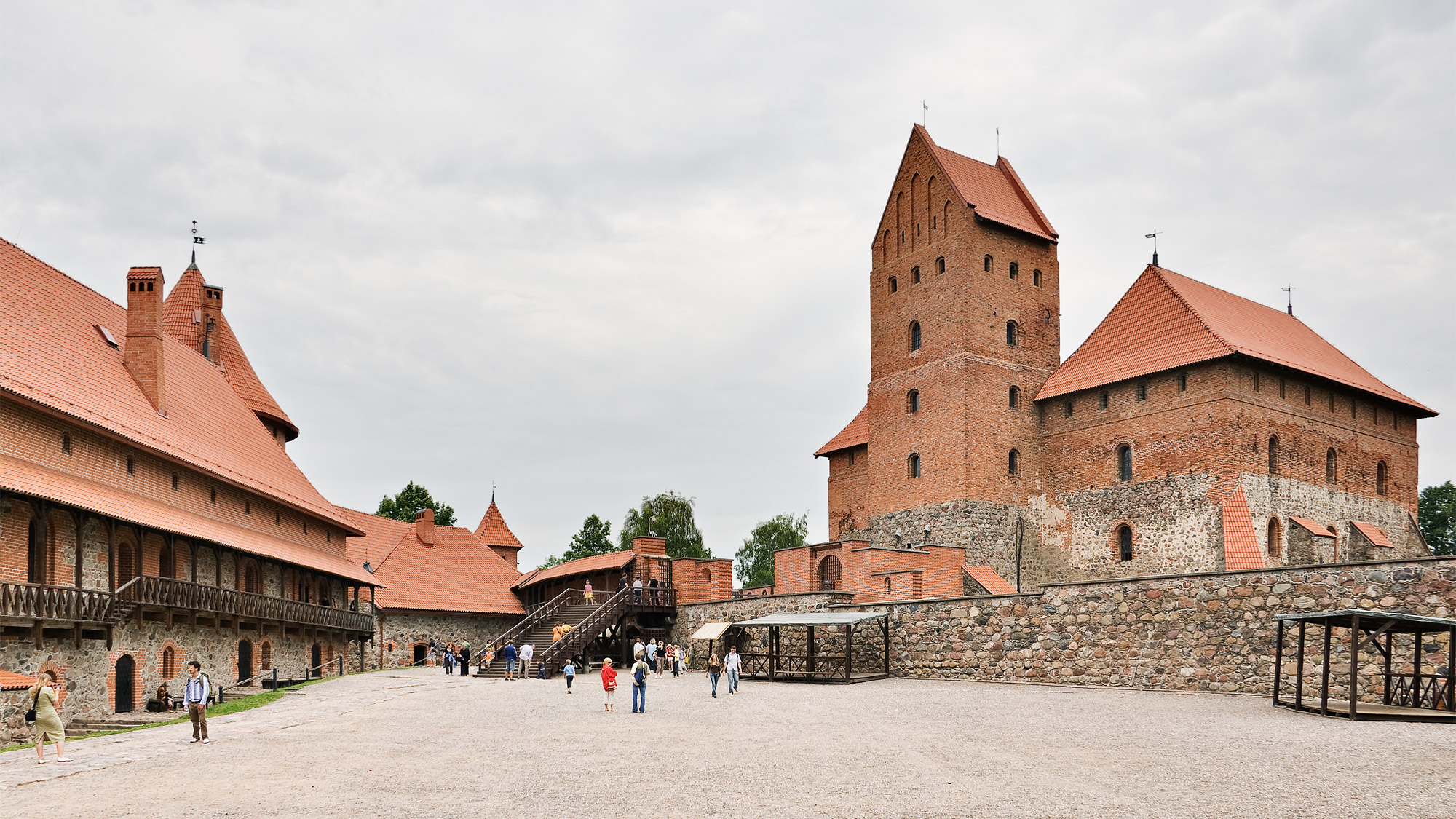
城堡内的庭院。右边建筑为公爵的宫殿和城堡主楼

### 第一阶段
特拉凯岛上城堡是分不同阶段建造的。第一阶段始于14世纪后半叶，科斯图提斯大公爵下令在特拉凯三个湖中最大的那个上建造城堡。城堡的结构是以特拉凯半岛城堡为母本扩张并加强的版本。科斯图提斯为了城堡的营造，调动了大部分民众并支出了许多财富。
1377年条顿骑士团给这座城堡带来了巨大的的摧毁。在科斯图提斯大公爵被暗杀后，瓦迪斯瓦夫二世·雅盖沃和维陶塔斯开始了争夺立陶宛大公头衔的斗争。城堡被双方的势力围攻。在雅盖沃和维陶塔斯双方调停时，城堡的第二阶段建设迅速开始直至1409年结束。这一阶段的建造被视为特拉凯城堡历史上最重要的进程。在条顿骑士团停战期间，工程得以继续，直到完工四年后，格伦瓦德之战爆发了。

### 第二阶段

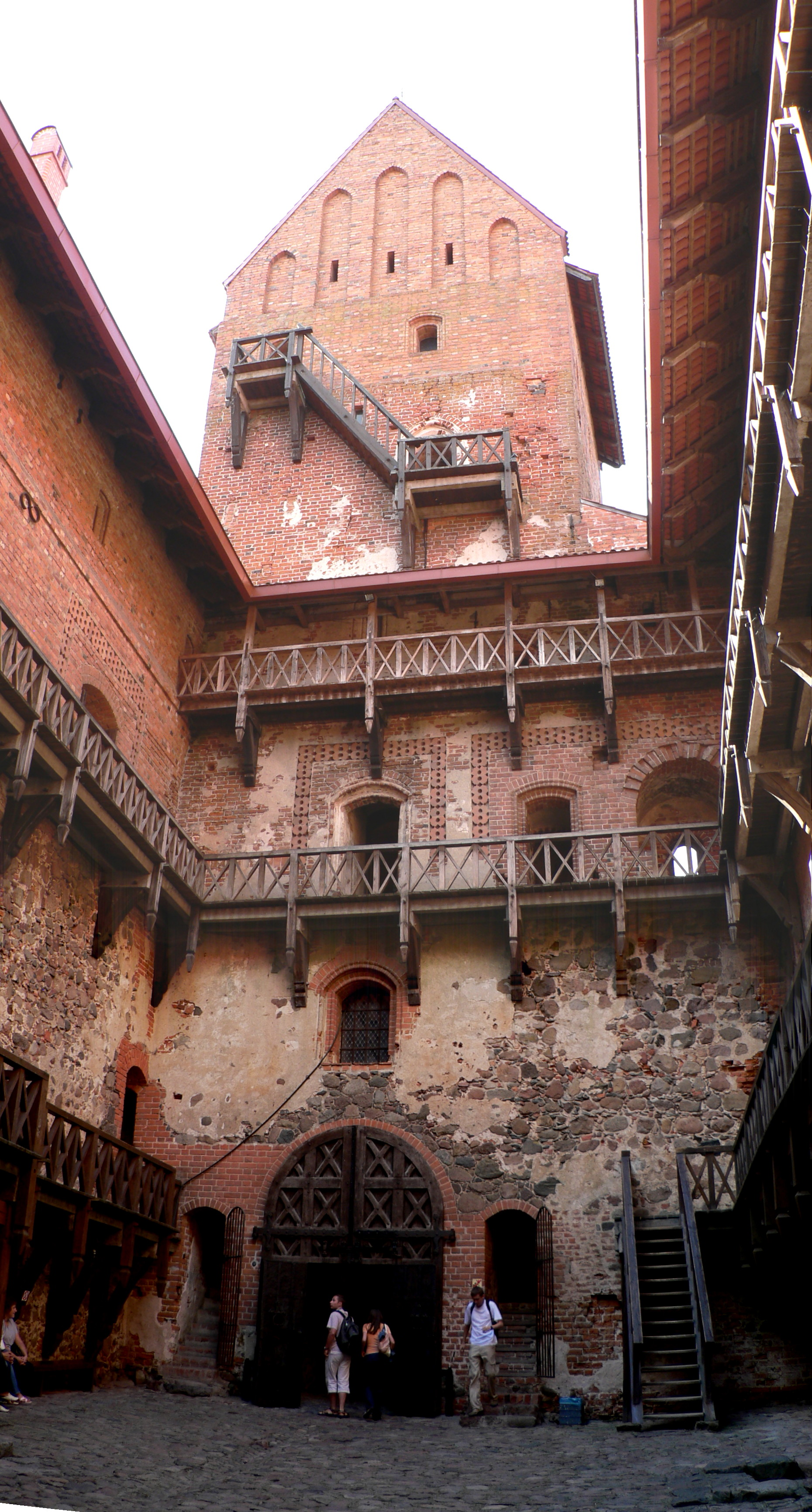
宫殿的内庭和木质楼梯走廊

第二阶段的建造中，城堡加盖了两翼，城堡的南边，兴建了一座六层高的(大约35米)城堡主楼。主楼有活动大门，大门可将城堡前地和宫殿分开。主楼有多种功能：它不仅是一个防御工事，还具有一座小教堂和起居区域。它可以链接至公爵宫殿。主楼同样有一个内庭，内庭中，沿内墙建有木质楼梯和走廊，这些木质走廊的好处就是能够在不进入宫殿的情况下使各功能区域相连通。
南部宫殿的整个南翼被用作公爵大厅。大厅面积大约10X21平米，只有维尔纽斯城堡建筑群的上层宫殿能够与之相媲美。

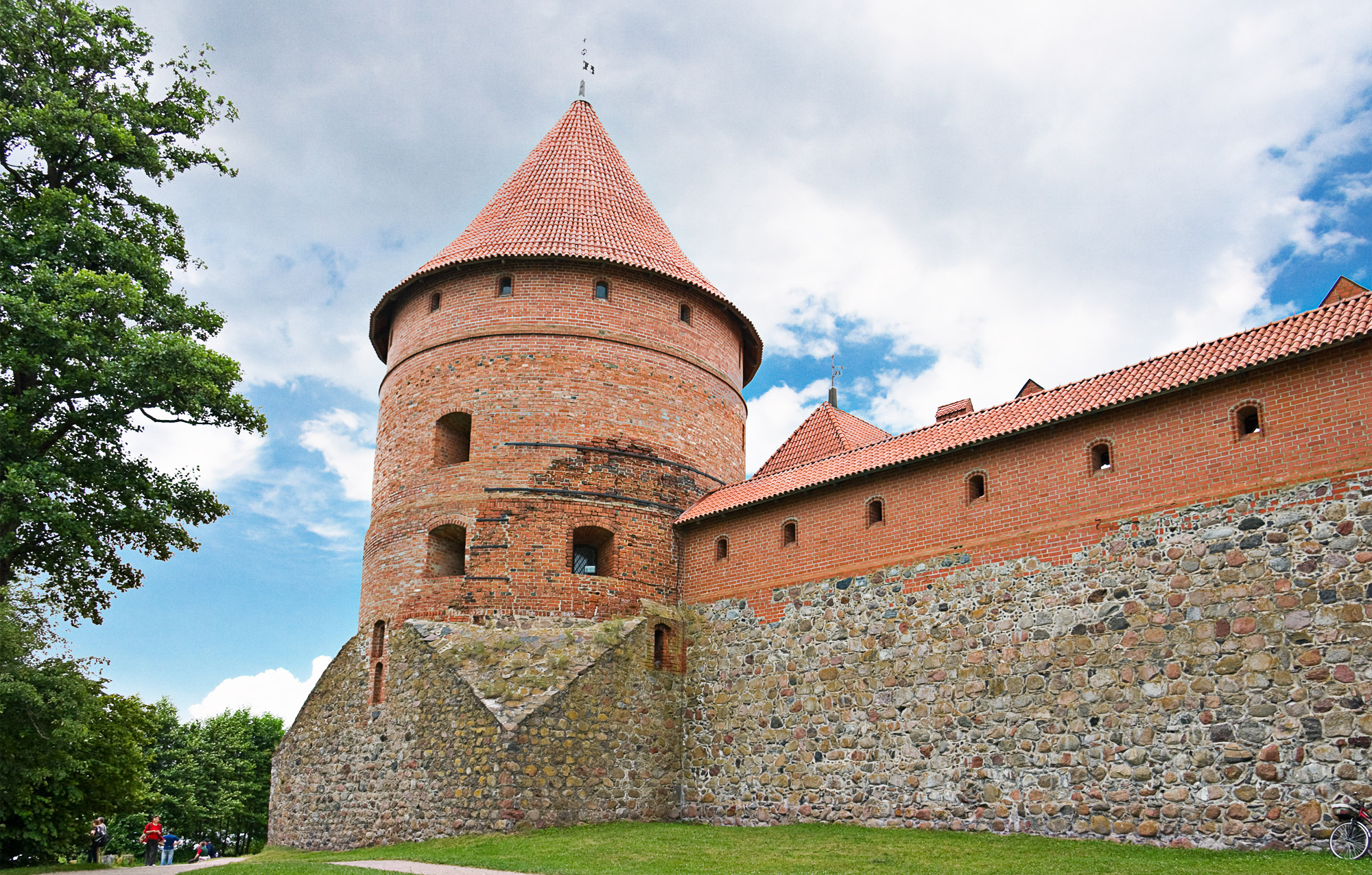
角楼和城墙

整个建筑的主要材料使用的是哥特式砖墙。大块的石料主要用在基底和建筑的上层，塔楼和城墙上。城堡的装修也是使用了众多材料，比如屋顶琉璃瓦，烧制砖块，彩色玻璃窗。第二期工程结束后，整体的样式可被描述为带有罗曼式色彩的哥特式建筑。

### 第三阶段
15世纪对城堡前地的扩建是特拉凯城堡第三阶段的的重要里程碑。这一阶段，城墙被加固为2.5米厚，同时增加了垛子以备战时使用。三个防御塔建在不同的角落，西南方的防御塔楼也被当作监狱使用。这些塔楼主要是为士兵和存放大炮设计。公爵大殿主楼的门房有可移动的大门，门房为战事需要进行了特殊加固。靠近内墙有几座建筑，养马场，厨房，和其他服务性建筑。工程在15世纪进行时，Galvė湖的水平线比今天还要高几米，城堡的建设者依势在公爵大殿和城堡前地间筑成一条壕沟，壕沟的宽度正好能容得下一只小船通行。大殿和城堡前地间用一座活板城门链接，战时可将大门收起。

## 年久失修

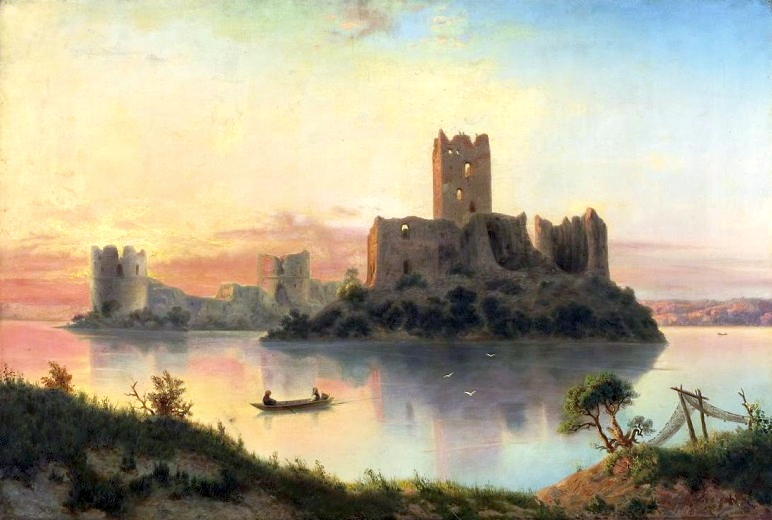
残破的特拉凯岛上城堡 - Józef Marszewski 绘(1866) 存于华沙国家博物馆

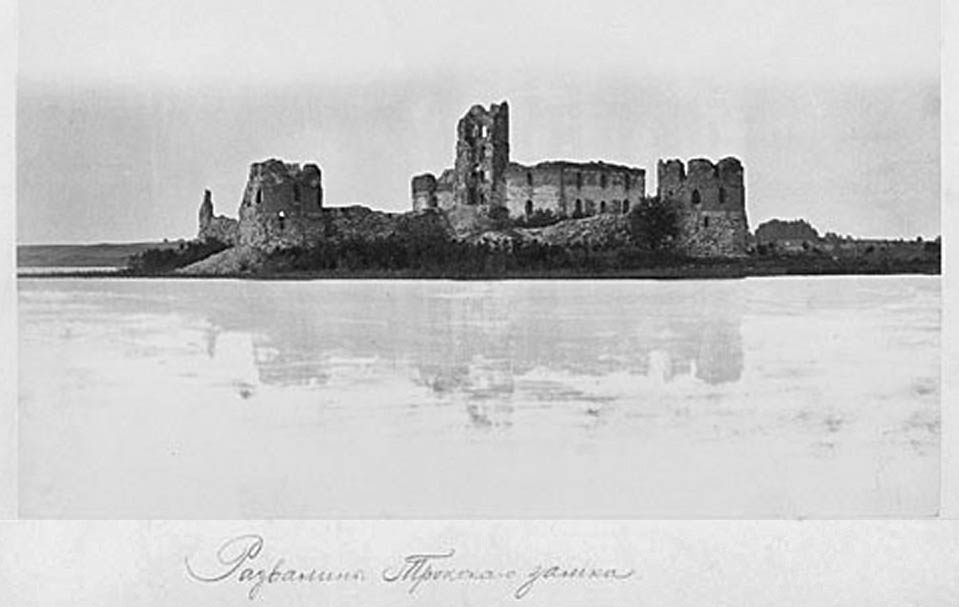
1870-1880年间的照片

格伦瓦德之战中，立陶宛大公国的主要敌人被波兰立陶宛联军击败后，特拉凯城堡逐渐失去了他的战略地位。此时重新装修过的城堡逐渐演变为以居住为主的华丽建筑。墙壁上被画上了新的壁画，部分留存至今。外国使臣也常被邀请进公爵大殿。1413至1430年间，雅盖沃就曾到访城堡13次。1414年，佛兰德人Guillebert de Lannoy这样描述特拉凯城堡：
|  | 1430年，还没被加冕为立陶宛国王的维陶塔斯大公爵驾崩于城堡内。齐格蒙特·奥古斯特治理时期，城堡被重新以文艺复兴时期的风格装修，之后曾被一度用作皇家居所。 |

城堡的管理由立陶宛计量局接管直到1511年，之后城堡一直被当作监狱使用。17世纪，立陶宛与莫斯科公国战争时期，城堡被摧毁后就再也没有重建。逐渐变得衰败失修。

## 重建
19世纪，城堡的重建计划被列入日程。原始的壁画被保护并复制下来，整个壁画工程由波兰立陶宛画家Wincenty Smokowski承担。帝国考古委员会于1888年开始对残余城堡的考古工作，1905年，俄罗斯帝国也开始参与城堡的修缮工程。第一次世界大战期间，德国派遣专家也多次进行城堡的修复尝试。1935-1941年间，公爵大殿的牆被重新加固，东南面的城堡前地塔楼和连带的城墙部分被重新建起。立陶宛和波兰的遗迹保护人士参与了修复工程，但在第二次世界大战最激烈时，整个计划不得不暂停。第二次世界大战结束后，重建计划于1946年开始。工程集中进行是在1951-1952年间。城堡修复的主工程于1961年结束。至此，特拉凯城堡又得以15世紀的面貌重现世人。
现在，特拉凯城堡是立陶宛最重要的旅游景点。 

## 图片集

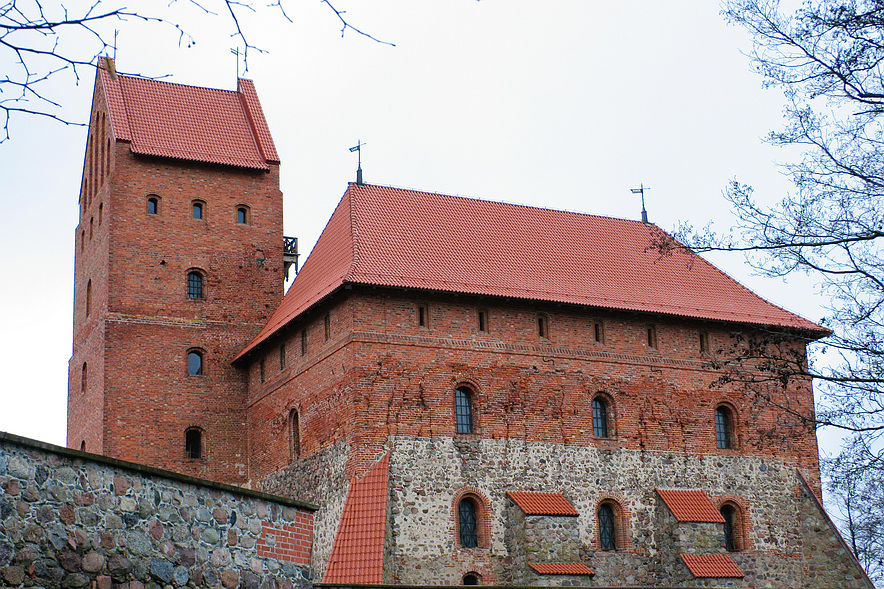
公爵大殿的侧面
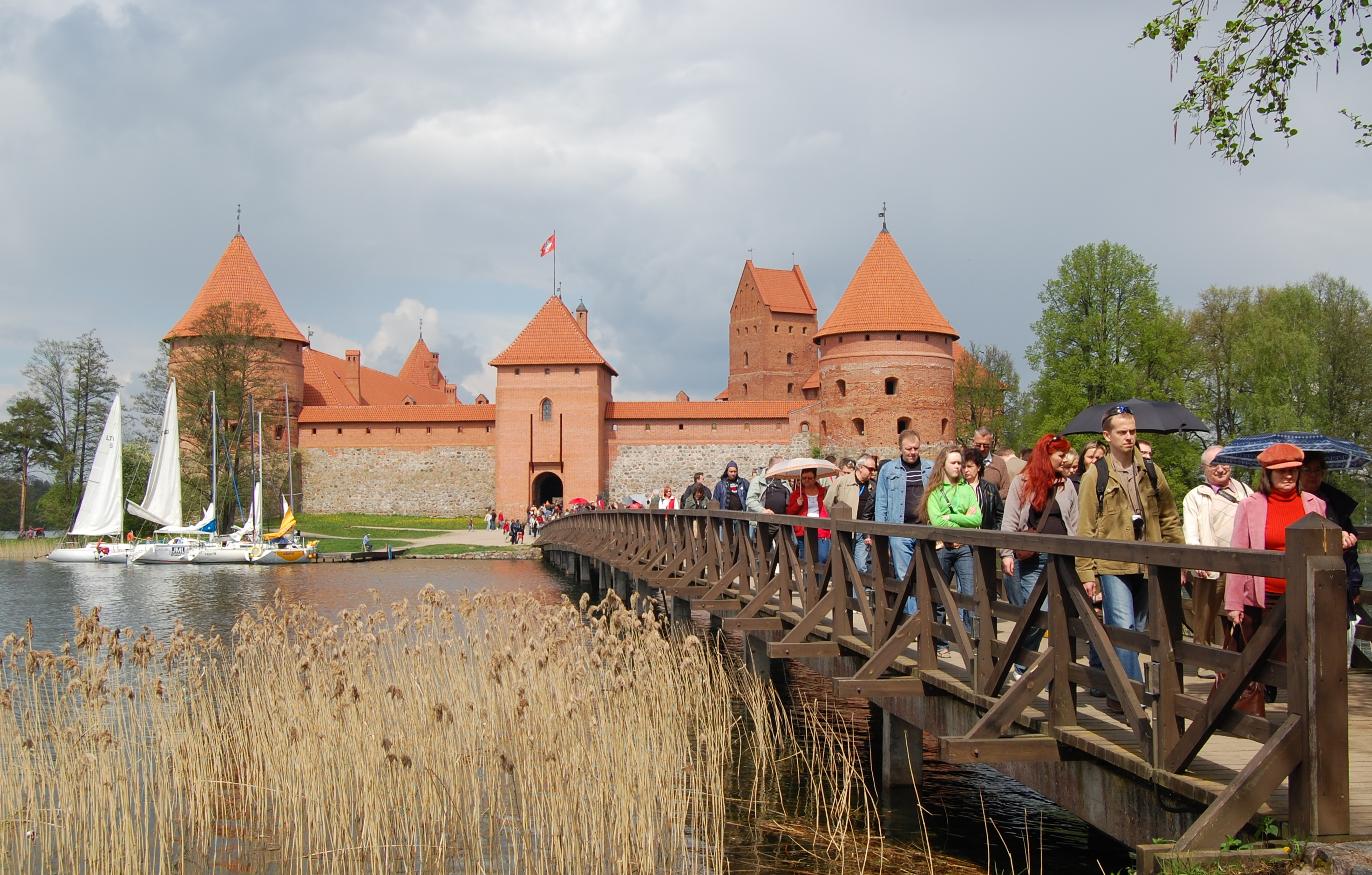
城堡主要门房的桥
- 特拉凯城堡 2011.
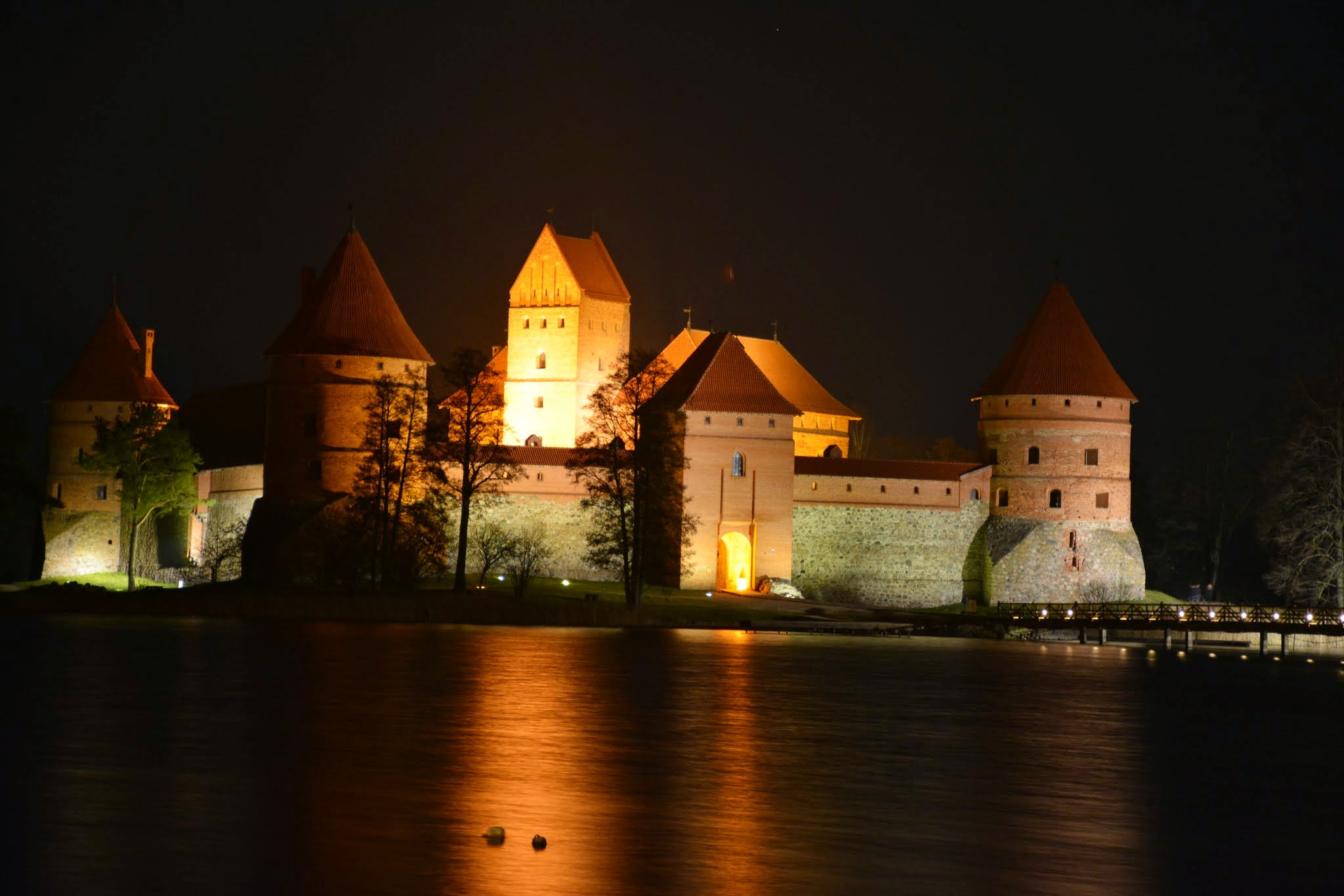
夜晚的城堡
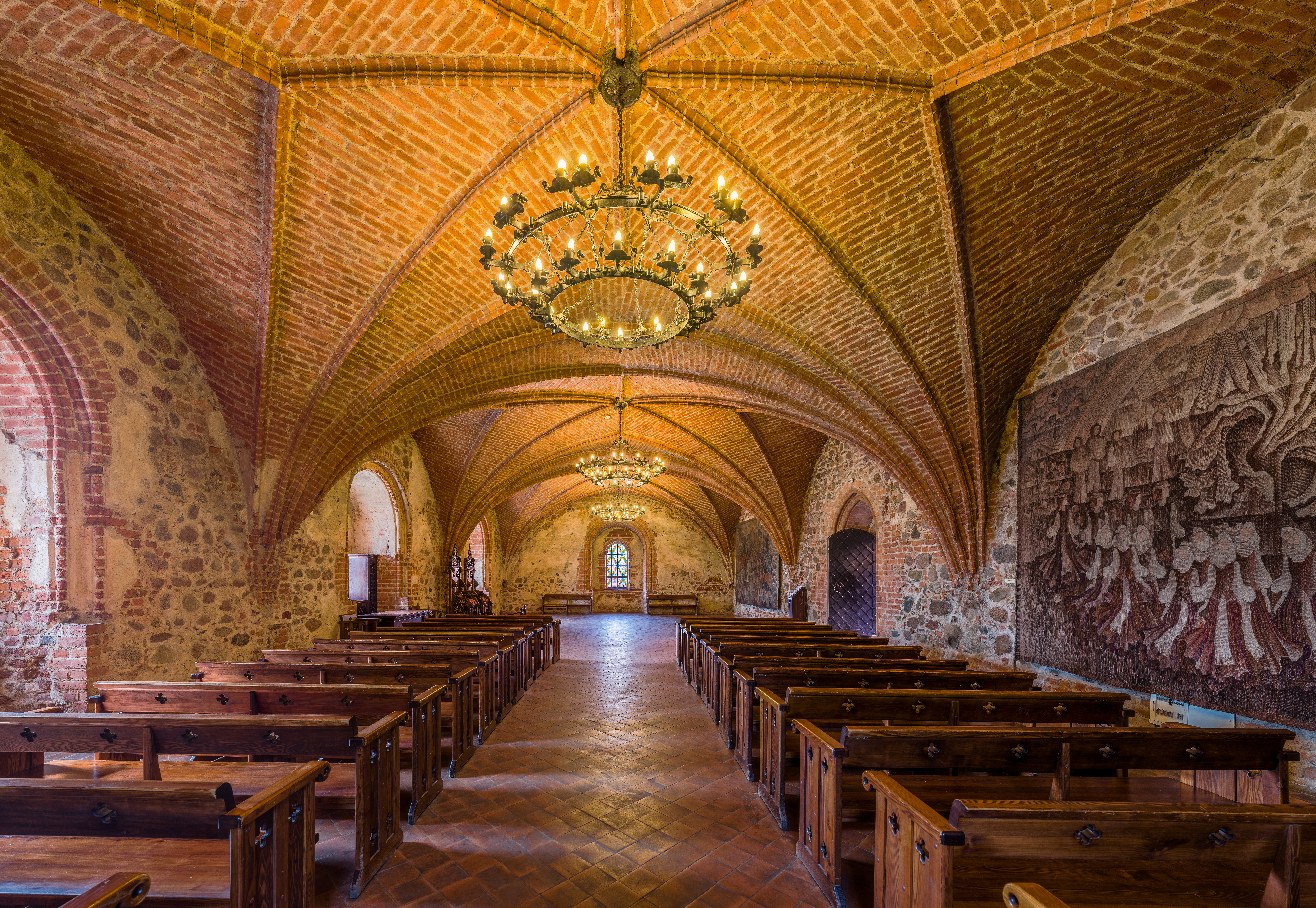
小教堂